# Dan Clarke
Dan Clarke, né à Mexborough le 4 octobre 1983, est un pilote automobile britannique. 

## Carrière automobile
- 2003 : Formule Ford britannique, 12e
- 2004 : Formule Ford britannique, 2e
- 2005 : Championnat de Grande-Bretagne de Formule 3, 5e (1 victoire)
- 2006 : Champ Car, 12e
- 2007 : Champ Car, 13e